# Jean-Frédéric Phélypeaux
Jean-Frédéric Phélypeaux, hrabia de Maurepas (ur. 9 lipca 1701 w Wersalu, zm. 21 listopada 1781 tamże) – francuski polityk.
Należał do starej rodziny, typowej noblesse de robe. Jego ojcem był Jérôme de Phélypeaux (zm. 1747).
Od sierpnia 1723 roku do kwietnia 1749 roku był ministrem floty, skąd usunięto go w 1749 roku za epigramat przeciw Madame de Pompadour.
W latach 1774–1781 był głównym ministrem królewskim. Z jego nadania Charles Gravier de Vergennes został MSZ, Anne-Robert-Jacques Turgot został dzięki niemu ministrem finansów, a Guillaume-Chrétien de Lamoignon de Malesherbes ministrem „domu królewskiego”. Na początku sprawowania urzędu popełnił błąd ponownie ustanawiając parlamenty, które ledwie trzy lata wcześniej zostały odwołane za utrudnianie rządów królowi przez René de Maupeou. Później z kolei poparł powstanie w Ameryce, co było kolejnym błędem.
Był zazdrosny o wpływ innych na króla. W 1776 spowodował niełaskę Turgota, a w 1781 opuszczony przezeń został Jacques Necker.
Poślubił Marie-Jeanne (1704-1793), której ojcem był Louis Phélypeaux (1672–1725).